# Dorina Catineanu
Dorina Catineanu (20 gennaio 1954) è un'ex lunghista rumena.

## Palmarès

### Europei indoor
- 1 medaglia:
  - 1 oro (Katowice 1975)

### Universiadi
- 1 medaglia:
  - 1 argento (Roma 1975)